# Archidiocèse de Las Vegas
L'archidiocèse de Las Vegas (en latin : Archidiœcesis Campensis) est un territoire ecclésiastique de l'Église catholique dans le sud du Nevada, aux États-Unis.
Le siège de l'archidiocèse est la cathédrale de l'Ange gardien (en) à Las Vegas. Le siège était un diocèse suffragant de l'archidiocèse de San Francisco depuis sa création en 1995 jusqu'en 2023, date à laquelle Las Vegas a été élevé au rang de siège métropolitain. L'archidiocèse de Las Vegas compte deux sièges suffragants dans sa province ecclésiastique : les diocèses de Reno (en) et de Salt Lake City. 

## Territoire
L'archidiocèse de Las Vegas comprend les comtés de Clark, Esmeralda, Lincoln, Nye et White Pine. 

## Histoire
La première messe catholique dans le sud du Nevada a été célébrée en 1776 dans l'actuelle ville de Laughlin par Francisco Garcés, venu du Mexique à l'époque où toute la région faisait partie de l'Empire espagnol.
L'évêque Lawrence Scanlan, chef du vicariat apostolique de Salt Lake City, établit la première paroisse de Pioche à la fin des années 1880. Il s'occupa de la population catholique dispersée dans tout le sud du Nevada. En 1908, Scanlan a créé Sainte Jeanne d'Arc, la première paroisse de Las Vegas. Il dit avoir choisi le nom de Jeanne d'Arc parce que le soleil brûlant de Las Vegas lui rappelait les souffrances de la sainte sur le bûcher.
En 1931, le pape Pie XI érigea le diocèse de Reno, qui englobait tout l'État du Nevada. En 1976, le pape Paul VI a renommé le diocèse de Reno diocèse de Reno-Las Vegas pour correspondre à la croissance de la population catholique dans le sud du Nevada.
Le 21 mars 1995, le pape Jean-Paul II divisa le diocèse de Reno-Las Vegas en diocèse de Reno et diocèse de Las Vegas et les plaça sous l'autorité de l'archevêché de San Francisco en tant que diocèses suffragants.
Le 30 mai 2023, le pape François a érigé la province ecclésiastique de Las Vegas et a élevé le diocèse de Las Vegas au rang d'archevêché et de siège métropolitain. Les diocèses de Reno et de Salt Lake City ont été simultanément détachés de la province ecclésiastique de San Francisco et placés sous l'autorité du nouvel archevêché en tant que suffragants. L'évêque George Leo Thomas a été nommé premier archevêque.

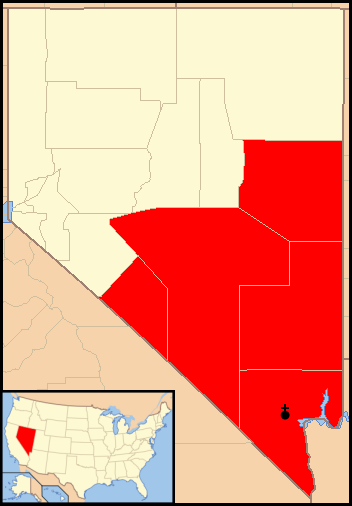
Localisation de l'archidiocèse.
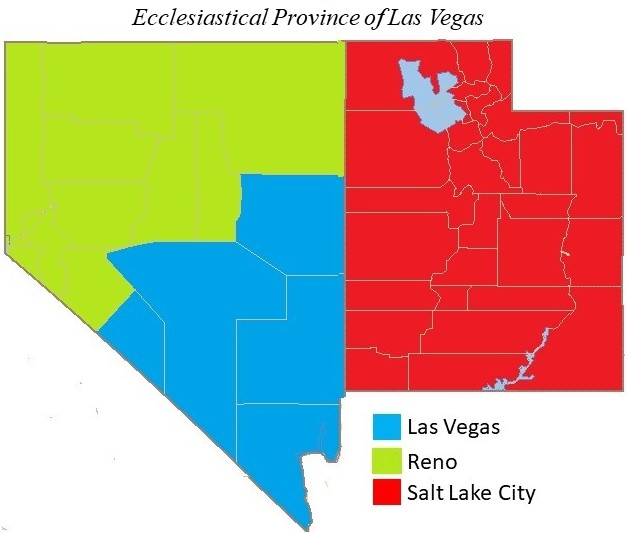
Province ecclésiastique de Las Vegas.

### Articles liés
- Liste des juridictions catholiques aux États-Unis
- Église catholique aux États-Unis